# ASmallWorld
aSmallWorld è un social network online incentrato su viaggi e lifestyle, caratterizzato da un sistema di accesso esclusivo.
Seppur simile a Facebook e LinkedIn, è considerato un network esclusivo per via delle modalità di iscrizione. Per farvi parte è necessario venir invitati da un membro già presente o ottenere l'approvazione di determinati utenti. Fondato da Erik Wachtmeister, conta circa 250,000 membri  sparsi in tutto il mondo. L'attuale presidente e CEO è Sabine Heller.

## Caratteristiche
aSmallWorld condivide molte caratteristiche con altri social network, come i profili, lo sharing di foto, un calendario di eventi esclusivi, un sistema di messaggistica privata, un forum, una bacheca annunci, e, a differenza degli altri servizi simili, aSmallWorld permette agli utenti di registrare diverse città come luogo di residenza.
aSmallWorld offre 70 dettagliate guide su altrettante città, scritte dai suoi membri che spesso votano e consigliano club, bar e ristoranti di alta qualità. I membri posso inoltre comprare e vendere articoli esclusivi, trovare offerte di lavoro, affittare o acquistare immobili e trovare coinquilini attraverso il forum privato del sito.
aSmallWorld organizza circa 300 eventi all'anno sparsi per il mondo e ogni anno circa 200 iscritti partecipano al raduno Winter Weekend in Gstaad.
Per i membri sono inoltre disponibili sconti e vantaggi su decine di brand e servizi quali abbigliamento, compagnie aeree, clubs e catene di hotel presenti in tutto il mondo. Ciascun iscritto possiede una tessera di membership (disegnata da Waris Ahluwalia) che consente l'utilizzo di questi vantaggi.

## Membri
Sono diversi i personaggi del jet set internazionale che sono membri di aSmallWorld. Secondo Erik Wachtmeister, "i membri sono persone con un'ampia rete personale, frequenti viaggiatori e molto attivi personalmente". La maggior parte degli utenti di aSmallWorld sono Europei, ma negli ultimi tre anni la sua popolarità è arrivata anche negli Stati Uniti, in linea con il trasferimento della compagnia a New York ed il grande investimento su assunzioni di personale nel 2006 e 2007 nella Grande Mela, Londra e Parigi sono le tre città con il maggior numero di membri attivi. Erik Wachtmeister ha precisato che solo il 20% degli attuali membri hanno il diritto di invitare altri ad iscriversi. Secondo Wachtmeister, aSmallWorld "tiene d'occhio il comportamento dei membri e sul serio capita di cacciare qualcuno".  Le tipiche infrazioni sono la creazione di falsi profili, l'uso di un linguaggio volgare, l'uso del sito per promozione personale, o eccessive richieste a membri che non si conoscono.